# C/1980 E1
C/1980 E1 — непериодическая комета, открытая Эдвардом Боуэллом 11 февраля 1980 года и наиболее близко подошедшая к Солнцу (перигелий) 12 марта 1982 года. Она покидает Солнечную систему по гиперболической траектории из-за тесного сближения с Юпитером. С момента её открытия только 1I/Оумуамуа и 2I/Борисова были идентифицированы как движущиеся по такой траектории с большей скоростью.

## Описание
Перед тем как войти во внутреннюю часть Солнечной системы для прохождения перигелия в 1982 году, C/1980 E1 имела барицентрическую (эпоха 1 января 1950) орбиту с афелием 74 300 а. е. (1,17 светового года) и периодом обращения примерно 7,1 миллиона лет.
9 декабря 1980 года она прошла в 0,228 а. е. от Юпитера, что на короткое время ускорило её и получила (эпоха 9 января 1981) эксцентриситет 1,066. Комета прошла перигелий 12 марта 1982 года , имея скорость 23,3 км/с относительно Солнца. С эпохи 4 марта 1977 C/1980 E1 имеет барицентрический эксцентриситет больше 1, удерживаясь на гиперболической траектории, которая выбрасывает её из Солнечной системы. Объекты на гиперболических орбитах имеют отрицательную большую полуось, что придаёт им положительную орбитальную энергию. После выхода из Солнечной системы C/1980 E1 будет иметь межзвёздную скорость ({\displaystyle v_{\infty }}) 3,77 км/с. Центр малых планет не указывает напрямую большую полуось этой кометы.
К маю 1995 года комета находилась на расстоянии 30 а. е. от Солнца на траектории выброса со скоростью 8,6 км/c. С февраля 2008 года комета находится на расстоянии более 50 а. е. от Солнца.
Эмиссия ОН (гидроксида) наблюдалась до перигелия, когда комета находилась примерно в 5 а. е. от Солнца. CN (цианид) не был обнаружен, пока комета не подошла к перигелию. По оценкам, ядро кометы имело радиус в несколько километров. Поверхностная кора, вероятно, была толщиной в несколько метров.

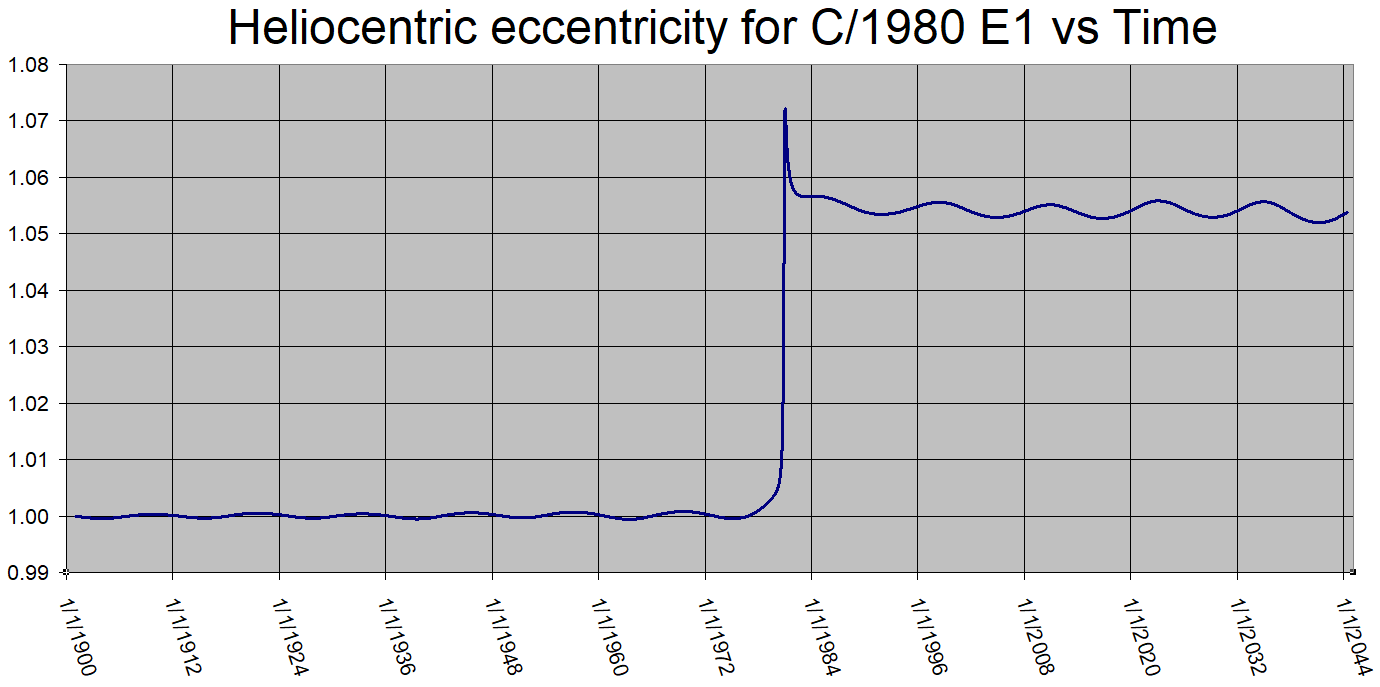
Эксцентриситет/время

Анимация орбиты C/1980 E1
C/1980 E1 (Bowell)·
Солнце··
Земля·
Марс·
Юпитер·
Сатурн